# Les Joies de la famille (film, 1935)
Pour plus de détails, voir Fiche technique et Distribution.
Les Joies de la famille (Man on the Flying Trapeze) est un film américain réalisé par Clyde Bruckman et W. C. Fields, sorti en 1935.
Le film est une comédie dont le scénario est basé sur une histoire originale de Sam Hardy et W. C. Fields (crédité sous le pseudonyme de Charles Bogle), Fields réalise une grande partie du film après le départ de Clyde Bruckman.

## Synopsis
Deux cambrioleurs s'introduisent dans la cave d'Ambrose après minuit, s'enivrent de son eau-de-vie de pommes fait maison et se mettent à chanter. Alarmé par le vacarme Ambrose est obligé d'appeller la police et il finit par être arrêté pour avoir distillé de l'alcool sans licence. Sur le chemin du tribunal de nuit, Ambrose parle du grand combat de catch prévu ce jour-là, pour lequel il a un ticket au premier rang.
Après que Hope ait payé sa caution, Ambrose rentre chez lui à temps pour prendre son petit-déjeuner avant de se rendre au travail. Il demande à Malloy un après-midi de congé, en prétendant faussement que Cordelia est morte et que ses funérailles ont lieu ce jour-là. Il commence à expliquer qu'elle a été prise d'un frisson et qu'il lui a versé un verre. Son histoire est interrompue par Malloy, qui pense à tort qu'il s'agit d'un cas de mort par empoisonnement et Ambrose est trop timide pour le contredire. Malloy le laisse partir pour la journée. Le superviseur d'Ambrose, M. Peabody, annonce la tragique nouvelle à son service afin qu'il puisse envoyer ses condoléances et en informe également le journal local.
Sur le chemin, Ambrose connaît une série de malheurs en se heurtant d'abord à des policiers qui dressent des procès-verbaux, ensuite en constatant qu'il a un pneu crevé et finalement presque renversé par un train alors qu'il poursuivait un pneu en fuite. Enfin, en essayant d'entrer dans l'arène de lutte car Claude lui avait volé son billet plus tôt, il est empoigné par un lutteur qui le jette hors du bâtiment. Alors que les spectateurs sortent de l'arène, Claude aperçoit Ambrose étendu sur le trottoir et voit la secrétaire d'Ambrose, qui avait assisté au combat de lutte séparément, se pencher sur lui en s'inquiétant de sa blessure.
Pendant ce temps, un grand nombre de fleurs, de cartes de condoléances et de couronnes mortuaires sont livrées au domicile des Wolfinger. Cordelia et Leona sont perplexes et lorsqu'elles voient la nécrologie de Cordelia dans le journal sous le titre Femme âgée victime d'un empoisonnement à l'alcool, elles deviennent folles de rages et rejettent rapidement la faute sur Ambrose. Ce dernier rentre chez lui et est mal reçu. Il avoue avoir trompé son patron mais lorsque Claude annonce qu'il a vu Ambrose ivre dans le caniveau avec la secrétaire, Ambrose, qui s'est montré mièvre jusque-là en a finalement assez. Devenu fou, il assomme Claude et effraie sa femme et sa belle-mère qui partent se cacher. Lui et sa fille quittent la maison pour aller vivre ailleurs.
Plus tard, monsieur Peabody a renvoyé Ambrose mais Malloy exige qu'il le réengage parce que personne d'autre ne peut comprendre le système de classement de Wolfinger. Hope répond à l'appel téléphonique de Peabody et dit faussement qu'Ambrose a une meilleure offre d'une autre entreprise. Après quelques négociations, Ambrose est réembauché avec une énorme augmentation de salaire et quatre semaines de vacances. Pendant ce temps, Leona réalise qu'elle aime toujours Ambrose, gronde Claude pour sa paresse et tient tête à sa mère désagréable.
Le film se termine avec Ambrose qui emmène la famille faire un tour dans sa nouvelle voiture. Hope et Leona montent à l'intérieur de la voiture avec lui, tandis que Claude et Cordelia montent sur le siège ouvert pendant une forte pluie.

## Fiche technique
- Titre original : Man on the Flying Trapeze
- Titre français : Les Joies de la famille
- Titre belge : L'Homme sur le trapèze volant
- Titre anglophone (Royaume-Uni) : The Memory Expert
- Réalisation : Clyde Bruckman et W. C. Fields
- Scénario :  Ray Harris, Sam Hardy, Jack Cunningham, Bobby Vernon d'après une histoire de Charles Bogle (W. C. Fields) et Sam Hardy
- Photographie : Alfred Gilks
- Producteur : William LeBaron
- Société de production : Paramount Pictures
- Société de distribution : Paramount Pictures
- Pays de production :  États-Unis
- Genre : Comédie, Film policier
- Durée : 66 minutes

## Distribution
- W. C. Fields : Ambrose Wolfinger
- Mary Brian : Hope Wolfinger
- Kathleen Howard : Leona Wolfinger
- Grady Sutton : Claude Neselrode
- Vera Lewis : Cordelia Neselrode
- Lucien Littlefield : Mr. Peabody
- Oscar Apfel : Président Malloy
- Lew Kelly : Adolph Berg
- Tammany Young : Willie "la Fouine"
- Walter Brennan : "Legs" Garnett
- Arthur Aylesworth : Juge à la Cour
- Tor Johnson : Tosoff
- Carlotta Monti : Secrétaire d'Ambrose
- Patrick H. O'Malley Jr.
- James Flavin
- Eddy Chandler
- Edward Gargan
- James Burke
- Sam Lufkin
- Billy Bletcher
- George B. French
- Rosemary Theby